# Parafia św. Rafała Archanioła w Wilnie
Parafia św. Rafała Archanioła w Wilnie – rzymskokatolicka parafia znajdująca się w Wilnie, na Śnipiszkach, w archidiecezji wileńskiej w dekanacie wileńskim II.
Kościoły i kaplice na terenie parafii:
- kościół św. Rafała w Wilnie – kościół parafialny, pojezuicki

Msze święte odprawiane są w językach polskim, litewskim i rosyjskim.